# Olivier Français
Pour les articles homonymes, voir Français (homonymie).
Olivier Français, né le 1er octobre 1955 à Metz (originaire de Lausanne), est une personnalité politique suisse, membre du Parti libéral-radical.
Il est membre de la Municipalité de Lausanne de juin 2000 à juin 2016 et député du canton de Vaud au Conseil national de décembre 2007 à novembre 2015 puis au Conseil des États de 2015 à 2023.

## Biographie
Originaire de France, sa mère appartient à une vieille famille de Grenoble, tandis que son père vient d'Alsace-Lorraine.
Grâce à son père, qui est un industriel, Olivier Français a beaucoup voyagé à Genève, surtout quand ils habitaient la région lyonnaise. Durant son adolescence, il vit dans le Jura français avant de venir à Lausanne pour y étudier. Il obtient la nationalité suisse en 1988, choix qu'il fait afin de pouvoir voter et entrer dans la vie associative et politique, mais aussi parce que sa vie privée et professionnelle se déroulent en Suisse depuis longtemps.

### Parcours professionnel
Olivier Français obtient, en 1982, un diplôme d’ingénieur civil de l'École polytechnique fédérale de Lausanne (EPFL), spécialisé en géotechnique.
Après un parcours de chercheur à l'EPFL, il ouvre et développe la succursale d’une grande entreprise de travaux spéciaux entre 1984 et 1991. Puis, il prend la direction d’un grand bureau d’ingénieur spécialisé en géotechnique. Au début des années 1990, il est chargé de cours à l’École d’ingénieurs de Lausanne et préside la Société suisse des ingénieurs et des architectes vaudoise de 1995 à 1997. En 2010, il est nommé Membre de l’Académie suisse des sciences techniques.

### Engagement associatif
Il est actif dans plusieurs associations de sport, notamment de ski et de tennis. Il participe régulièrement à des épreuves d’endurance à vélo, course à pied et ski d'alpinisme.
Il est également président du Festival du film des Diablerets.

## Parcours politique
Conseiller communal (législatif) de 1994 à 2000, Olivier Français est élu à la Municipalité de Lausanne de la Ville de Lausanne en 2000. Il prend la tête de la Direction des travaux, dont dépendent les Services d'urbanisme, des routes et de la mobilité, d'architecture, de la coordination et du cadastre, d'assainissement et de la gestion de l'eau. Il y supervise en particulier le chantier de la ligne M2 du métro de Lausanne. Dans le cadre de ses fonctions, il est appelé à siéger au sein de plusieurs conseils d'administration, organismes et sociétés dont Tunnel du Grand-Saint-Bernard (conseil d’administration, vice-président), Tridel (conseil d’administration et comité de direction), Transports publics de la région lausannoise (conseil d’administration, comité de direction), EOS Holding (conseil des pouvoirs publics, président) et Axes fort de transports publics (délégation politique et bureau exécutif)[réf. nécessaire]. Il quitte cette fonction en juin 2016.
Au niveau cantonal, il a siégé comme député au Grand Conseil vaudois (législatif) de 1998 à 2007 et a œuvré au sein de la commission permanente d'informatique[réf. nécessaire].
Au niveau fédéral, il siège au Conseil national de 2007 à 2015. Il y est membre de la Commission des télécommunications et transports (CTT)  et de la Délégation de surveillance de la Nouvelle ligne ferroviaire à travers les Alpes. De 2007 à 2011, il est membre de la Commission de gestion ainsi que de la Commission des constructions publiques[réf. nécessaire].

### Conseiller aux États
En 2015, il est élu au Conseil des États en devançant le sortant Luc Recordon. Seul candidat de droite, il obtient 78 068 voix contre 74 972 pour le candidat des Verts.
À l'automne 2017, il se retrouve au cœur d'une polémique relative à des indemnités extraordinaires qu'il a reçues de la part de l'usine de traitement des déchets Tridel, à Lausanne, en tant que membre du conseil d'administration,. Deux audits, l'un diligenté par la ville de Lausanne et l'autre par Tridel, révèlent que les montants étaient conformes au droit.
Parmi ses liens d'intérêts, Olivier Français est notamment membre du « groupe de réflexion » du Groupe Mutuel qui rémunère une dizaine de parlementaires fédéraux à hauteur de 10 000 francs par an pour cinq séances.
En 2019, après avoir terminé troisième au premier tour, Olivier Français est finalement réélu au Conseil des États, rattrapant un retard de 33 000 voix et finissant premier, où il représente le canton de Vaud avec Adèle Thorens Goumaz.
Le 15 novembre 2022, il annonce qu'il ne se présentera pas pour un nouveau mandat en 2023.

### Positionnement politique
Il appartient à l'aile modérée de son parti.
Il est spécialisé, au niveau fédéral, dans les domaines des transports et des infrastructures.

## Hommages
À Lausanne, le tunnel ferroviaire d'acheminement des ordures, reliant Sébeillon à l’usine d'incinération « Tridel » à La Sallaz et construit sous sa direction, porte son nom.